# Sonntagberg
Sonntagberg è un comune austriaco di 3 824 abitanti nel distretto di Amstetten, in Bassa Austria; ha lo status di comune mercato (Marktgemeinde). Nel 1942 ha inglobato il comune soppresso di Böhlerwerk.